# Гройтер, Вернер
Вернер Родольфо Гройтер, или Вернер Гройтер (нем. Werner Rodolfo Greuter или нем. Werner Greuter; род. 27 февраля 1938, Генуя) — швейцарский  ботаник, родившийся в Италии.

## Биография
Вернер Родольфо Гройтер родился в городе Генуя 27 февраля 1938 года. Он сын адвоката Луизы Гройтер, урожденной Бринер, и терапевта Вернера Гройтера. После учёбы в школах в Беллинцоне и в Винтертуре Вернер Гройтер поступил в Цюрихский университет, где учился с 1956 по 1965 год. В 1972 году он получил там Promotion на докторскую степень. С 1965 года Вернер Гройтер работал в Ботаническом саду Женевы, где он оставался до 1978 года. С 1972 по 1974 год он был научным директором Музея естественной истории Гуландриса в Кифисии в Греции, а в 1975 году прошёл "хабилитацию" в Женевском университете. Он стал профессором систематической ботаники в Свободном университете Берлина. С 1978 по 2008 год (временно с 2004 года) Гройтер также возглавлял Ботанический сад и Ботанический музей Берлин-Далем в Берлине. В качестве председателя редакционной коллегии Международного кодекса ботанической номенклатуры (ICBN) он участвовал в работе над Токийским (1994 г.) и Сент-Луисским кодексами (2000 г.) .
Вернер Гройтер является членом Лондонского Линнеевского общества и Международной ассоциации по таксономии растений. Вернер Родольфо Гройтер внёс значительный вклад в ботанику, описав множество видов растений.

## Научная деятельность
Вернер Родольфо Гройтер специализируется на папоротниковидных и на семенных растениях.

## Научные работы
- Flora der Insel Kythera. 1967.
- Med. — Checklist. I. Pteridophyta. 1981.
- The flora of Psara (E. Aegean Islands, Greece). An annotated catalogue. In: Candollea 31, 1976, S. 192—242.